# Вінстон Грум
Вінстон Грум (англ. Winston Groom; 23 березня 1943 — 17 вересня 2020) — американський письменник у жанрі художньої та нехудожньої літератури. Насамперед відомий як автор роману «Форрест Гамп» (1986), який у 1994 році під однойменною назвою екранізував Роберт Земекіс. Фільм став культурним феноменом та здобув шість кінопремій «Оскар». 1995 року світ побачив сиквел роману — «Форрест Гамп і компанія». Окрім художньої літератури, Вінстон Грум також писав у жанрі нон-фікшн та зачіпає найрізноманітніші теми, серед яких, зокрема, Громадянська війна в США та Перша світова війна.

## Біографія
Народився 23 березня 1943 року у Вашингтоні, але своє дитинство провів в окрузі Мобіл, штат Алабама. Навчався в Університетській військовій школі (англ. University Military School). Першопочатково хотів піти по стопах батька та стати юристом, але натомість став письменником. Вищу освіту здобував в Університеті Алабами, де став членом студентського об'єднання «Дельта Тау Дельта» (англ. Delta Tau Delta) та записався до Корпусу підготовки офіцерів запасу (англ. ROTC). Після закінчення університету в 1965, розпочалася його чотирирічна служба в армії, під час якої йому довелося брати участь у В'єтнамській війні. Левову частку служби проходив у складі 4-тої піхотної дивізії США.
Повернувшись з В'єтнаму, Вінстон Грум почав трудитися на посаді репортера у газеті «The Washington Star», але невдовзі звільнився, щоб розпочати кар'єру письменника. 1978 світ побачив перший його роман — «Кращі часи, ніж нинішні», який розповідає про стрілецьку роту, чиї життя та патріотизм розбиваються вщент під час В'єтнамської війни. 1980 року вийшов його більш успішний роман під назвою «Як вмирає літо», а 1982 року письменник опублікував роман «Бесіди з ворогом», який розповідає про американського солдата, що втікає з в'єтнамського табору військовополонених та повертається до США, де його заарештовують за дезертирство. 1984 року роман «Бесіди з ворогом» став фіналістом Пулітцерівської премії.
1985 року Грум знову повернувся до округу Мобіл та почав роботу над написанням роману «Форрест Гамп», який побачив світ наступного 1986 року. Однак, роман став бестселером тільки лиш після екранізації 1994 року, у якому головну роль виконав Том Генкс. Вихід кінострічки спричинив те, що у світі продали 1.7 млн примірників роману. Також Грум присвячує свій час написанню історичних книг про американські війни. 2016 року світ побачив роман «Ель Пасо», який став першим його романом за останні двадцять років. Останнім часом разом із дружиною Сюзан проживав у Пойнт-Клір (Алабама). Помер 17 вересня 2020 року, у віці 77 років.

## Романи
- Better Times Than These (1978) — «Кращі часи, ніж нинішні»;
- As Summers Die (1980) — «Як вмирає літо»;
- Only (1984) — «Тільки»;
- Forrest Gump (1986) — «Форрест Гамп[en]»
- Gump and Co. (1995) — «Форрест Гамп і компанія[en]»
- Such a Pretty, Pretty Girl — «Така красива, красива дівчина».
- El Paso (2016) — «Ель Пасо»

## Переклади українською
- Вінстон Грум. Форрест Гамп. — К. : КМ-Букс, 2016. — 256 с. — ISBN 978-617-7409-22-8.
- Вінстон Грум. Ель-Пасо. — К. : КМ-Букс, 2018. — 616 с. — ISBN 978-966-948-029-3.